# یژی بژنچک
یژی بژنچک (لهستانی: Jerzy Brzęczek؛ ‏ Polish: [ˈjɛʐɨ]؛ ‏ زادهٔ ۱۸ مارس ۱۹۷۱) بازیکن فوتبال اهل لهستان است. از باشگاه‌هایی که در آن بازی کرده‌است می‌توان به باشگاه فوتبال لخ پوزنان، باشگاه فوتبال مکابی حیفا، باشگاه فوتبال تیرول اینسبروک، باشگاه فوتبال اشتورم گراتس، باشگاه فوتبال لاسک، و باشگاه فوتبال گورنیک زابژه اشاره کرد. وی همچنین در تیم ملی فوتبال لهستان بازی کرده‌است. وی در مسابقات کشوری و بین‌المللی در مجموع برندهٔ ۱ مدال نقره شده‌است.